# Wolter Reinolt de Sitter
Wolter Reinolt de Sitter (Groningen, gedoopt 20 december 1709 - aldaar, 14 april 1780) was een Nederlandse politicus en bestuurder in Groningen.

## Leven en werk
De Sitter, zoon van Wilhelm de Sitter (1671-) en Lubbina Johanna Hendrica Princen (1684-), studeerde rechten aan de universiteit van Groningen, alwaar hij in 1734 promoveerde. Na zijn studie werd hij advocaat-fiscaal en raadsheer in de Hoofdmannenkamer, de voorloper van de Hoge Justitie Kamer, in Groningen. Hij vervulde diverse politieke functies op gewestelijk en landelijk niveau. Hij was onder meer secretaris van Groningen, lid van Gedeputeerde Staten van Groningen en als gedeputeerde voor de provincie Groningen lid van de Staten-Generaal.
De Sitter trouwde in 1742 met de uit Franeker afkomstige Johanna Schultens. Zij zijn de ouders van de patriottische bestuurders en drosten van beide Oldambten en Westerwolde, Albert Johan en Willem de Sitter.

## Staatsactiviteiten
In 1767 en in 1775 bracht de Sitter, als commissaris namens de Staten Generaal, verslag uit van controlebezoeken aan Staats-Vlaanderen. Uit de reisbeschrijving van 1775 blijkt dat de reis wat uitgebreider was dan alleen een bezoek aan Staats-Vlaanderen: De Sitter schreef het verslag van een reis met 's lands binnenjacht van Den Haag via Zeeland naar België, terug via Gelderland en het Duitse grensgebied, via Middelburg, Brugge, Antwerpen, Mechelen, Brussel en Emmerik. Ook werden er tijdens deze controlebezoeken gasten uitgenodigd om de commissarissen tijdens hun reis te vergezellen.